# Je crois aux forces de l'esprit
« Je crois aux forces de l'esprit... » est une citation de François Mitterrand, issue de son dernier discours du Nouvel An, radiotélévisé le 31 décembre 1994.

## Histoire

### Contexte
Le président de la République française François Mitterrand est resté discret, au long de sa vie politique, sur ses croyances religieuses. Il s'ouvre à ce sujet dans les dernières années de sa vie ; ainsi, dans la préface à La Mort intime (1995), il écrit « Je ne crois ni en un Dieu de justice, ni en un Dieu d'amour. C'est trop humain pour être vrai. Quel manque d'imagination ! Mais je ne crois pas pour autant que nous soyons réductibles à un paquet d'atomes. Ce qui implique qu'il y a autre chose que la matière, appelons ça âme ou esprit ou conscience, au choix. Je crois à l'éternité de cela ».
À la fin de l'année 1994, le président Mitterrand est sur le point d'achever son second septennat, et s'apprête à se retirer de la vie politique. Il doit rédiger un ultime discours de vœux aux Français du Nouvel An.

### Décision
Mitterrand avait confié à Serge Moati, le jour du débat d'entre-deux-tours de l'élection présidentielle de 1981 : « Vous savez, Serge, je crois aux forces de l'esprit... » ; rencontrant à nouveau Moati à la fin de l'année 1995, il fait à nouveau référence à cet épisode.
François Mitterrand rédige lui-même son ultime discours de vœux aux Français, et y intègre un passage sur les « forces de l'esprit ». La phrase fait l'objet d'hésitations au sein du cabinet présidentiel : selon Anne Lauvergeon, « elle a donné lieu [...] à un débat entre nous », et que plusieurs, dont elle, y étaient opposés. Roland Dumas écrit que malgré l'avis de ses conseillers les plus proches, le président « voulait que les Français connaissent ses convictions philosophiques et religieuses. Cela faisait partie de son testament d'homme ». 
François Mitterrand déclare a posteriori à Georges-Marc Benamou son hésitation à prononcer la phrase, ajoutant « mais je crois que j'ai bien fait ». À Pierre Favier et Michel Martin-Roland, il dit, cent jours avant sa mort : « Je l'ai dit parce que je le pense, parce que les Français avaient bien le droit de l’entendre de ma bouche. Il faut penser tous les jours à ses morts. Vous verrez, un jour, beaucoup penseront à moi ».

## Contenu
Le discours demeure classique en rendant hommage aux fonctionnaires, aux gendarmes, à l'armée, etc. Le discours prend ensuite une tournure plus personnelle : « L'an prochain, ce sera mon successeur qui vous exprimera ses vœux. Là où je serai, je l'écouterai... le cœur plein de reconnaissance pour le peuple français qui m'aura si longtemps confié son destin. Et plein d'espoir en vous. Je crois aux forces de l'esprit, et je ne vous quitterai pas ».

## Postérité
L'expression marque l'opinion publique car le président s'y montre plus mystique qu'il ne l'avait affiché auparavant. 
L'expression a connu une grande postérité. Lors de l'élection présidentielle de 2007, un blog parodique censé être écrit par François Mitterrand appelé « François Mitterrand 2007 », conclut sa série de billets avec un article appelé « Je crois aux forces de l'esprit, je ne vous quitte pas ». La phrase a fait l'objet d'analyses lexicométriques.
Françoise Degois, dans son livre sur les derniers jours de la présidence de François Hollande, Il faut imaginer Sisyphe heureux, remarque la différence de style et de ton entre les derniers vœux de François Hollande et ceux de François Mitterrand, en se basant sur l'expression « Je crois aux forces de l'esprit... ».